# 성남양지초등학교
성남양지초등학교는 대한민국 경기도 성남시에 있는 공립 초등학교이다.

## 학교 연혁
- 2002년 12월 20일 성남양지초등학교 설립 인가
- 2004년 1월 31일 준공
- 2004년 3월 1일 상원초등학교로부터 분리 개교(19학급 편성)
- 2005년 3월 1일 병설유치원 특수학급 신설
- 2010년 3월 1일 제3대 송원배 교장 취임
- 2013년 3월 1일 제4대 조재룡 교장 취임
- 2015년 3월 1일 18학급 편성(특수1, 유치원1)

## 참고 자료
- 성남양지초등학교 - 한국교육학술정보원 학교알리미